# 백토공원
백토공원(白土公園)은 대한민국 서울특별시 송파구 오금동에 위치한 도시근린공원이다. 오금동에 위치해 있다.